# San Lorenzo de Calatrava
San Lorenzo de Calatrava é um município da Espanha na província de Cidade Real, comunidade autónoma de Castela-Mancha. Tem 105,73 km² de área e em 2021 tinha 211 habitantes (densidade: 2 hab./km²).

## Demografia
| Variação demográfica do município entre 1991 e 2004 [carece de fontes?] | Variação demográfica do município entre 1991 e 2004 [carece de fontes?] | Variação demográfica do município entre 1991 e 2004 [carece de fontes?] | Variação demográfica do município entre 1991 e 2004 [carece de fontes?] |
| ----------------------------------------------------------------------- | ----------------------------------------------------------------------- | ----------------------------------------------------------------------- | ----------------------------------------------------------------------- |
| 1991                                                                    | 1996                                                                    | 2001                                                                    | 2004                                                                    |
| 382                                                                     | 324                                                                     | 297                                                                     | 279                                                                     |